# Костенко Микола Васильович
Мико́ла Васи́льович Косте́нко (19 березня 1939, с. Ісківці, Лубенський район, Полтавська область — 14 квітня 2016, Полтава) — український письменник, журналіст, літературний критик, літературознавець. Член Національної спілки журналістів України (з 1965), Національної спілки письменників України (з 1997). Голова Полтавської обласної організації НСПУ (2000–2005). Обирався головою Полтавської спілки літераторів (з 2006).

## Біографія
Родина: батько Костенко Василь Антонович (1912–1978), мати Анастасія Сергіївна (1913–1995); дочка Зоя (1961).
Закінчив факультет журналістики Київського університету ім. Т. Г. Шевченка, (1961–1967).
1967-68 рр. — старший викладач історії української журналістики, Київський університет ім. Т. Г. Шевченка.
1968-70 рр. — редактор газети «Зв'язківець України», Міністерство зв'язку України.
1970-75 рр. — кореспондент, начальник відділу газети «Советский пограничник», відповідльний редактор газети «Пограничник Арктики» (м. Воркута), відповідальний секретар газети «Советский пограничник» (м. Київ). Майор прикордонних військ, військовий журналіст.
1984-88 рр. — редактор газети «Ленінським шляхом», Полтавський обласний комітет КПУ.
1989-90 рр. — редактор газети «Студентський гарт», об'єднана рада вишів м. Полтава.
1990-93 рр. — редактор газети «Довір'я», Полтавська облпрофрада.
1993-95 рр.— 1-й заступник головного редактора газети «Полтавщина» Полтавської облдержадміністрації.
З 1995 р. — головний редактор газети «Довір'я», завідувач прес-центру Полтавської облпрофради;
2000–2005 рр. — голова Полтавської обласної організації НСПУ.
З 2006 р. — голова Полтавської спілки літераторів.

## Творчий доробок
Автор книг:
- проза: «Хлоп'ята із „Сузір'я Одуда“ (1984), „Краюха Вечности“ (2005), „Золоті ворожбити“ (2006), „Посульські оповідання“ (2008), епічний роман-балада „Книга Велеса“ (1998);
- поезія: „Поза дзвіницями осені“ (1993), „Боже древо“ (1995), „На полі оманному“ (2002), „Старе вино“ (2006), „Стезя“ (2008), „О силе и духе“ (поема про Володимира Короленка), „Пасльонова планета“ (2011);
- літературознавчі нариси: „…І вимолимо в Бога рідне слово“ (1999), „Полтавська плеяда“ (2000), „Див. Сонцепоклонник Тичина“, „Тропами царя зверей“ (2003), „Синє яблуко“ рідної літератури. Орнаментальне бароко у прозі Любові Пономаренко» (2004), «Що на роду написано» (2009);
- публіцистика: «Епоха Моргуна: хліб і правда», 1 і 2 книги (2002, 2004);
- вибране: «Над темним хлібом душі. Пошук. Критика. Есе» (2010).

Головний редактор антології літераторів Полтавщини ХХ ст. «Калинове гроно» у 2-х томах (3-х книгах).

## Відзнаки, нагороди
Нагороджений медалями «На відзнаку 1500-ліття міста Києва», «Ветеран праці» (1983), «Профспілковою відзнакою» Федерації профспілок України, почесною Грамотою Полтавської облдержадміністрації. Обирався депутатом Полтавської районної ради (1986-2000). Почесний громадянин рідного села Ісківці.
- Літературна премія Київського науково-виробничого об'єднання «Арсенал» (1983);
- Полтавська обласна премія імені Панаса Мирного (2001);
- Премія «Смарагдова ліра» Держкомкордону України (2006);
- Літературно-мистецька премія ім. Володимира Малика (2007);
- Полтавська обласна премія імені Леоніда Бразова (2007);
- Літературно-мистецька премія ім. Василя Симоненка (2009);
- Премія імені Володимира Короленка (2011).